# 萊曼維爾 (路易斯安那州)
萊曼維爾（英語：Lemannville）是位於美國路易斯安那州阿森松堂區和聖詹姆斯堂區的一個普查規定居民點。

## 人口
根據2020年美國人口普查的數據，萊曼維爾的面積為3.30平方千米，當中陸地面積為2.62平方千米，而水域面積為0.68平方千米。當地共有人口200人，而人口密度為每平方千米60.61人。